# Alan John Ross
Alan John Ross (6 de maio de 1922 – 14 de fevereiro de 2001) foi um poeta, escritor e editor britânico.

## Primeiros anos
Nascido em Calcutá, na Índia, Ross era filho de John Brackenridge, ex-tenente da reserva do Exército Indiano e empresário na indústria de mineração de carvão, e de Clare Margaret, filha do capitão do Exército Indiano, Patrick Fitzpatrick. Aos sete anos, foi enviado para ser educado em Falmouth, Inglaterra, onde falava melhor hindustâni do que inglês. Após a escola preparatória, ingressou no colégio Haileybury, onde pôde dedicar-se com mais afinco à sua paixão pelo críquete. Posteriormente, estudou no St John's College, em Oxônia, onde foi contemporâneo de Philip Larkin e Kingsley Amis.

## Carreira naval
Ross não concluiu seus estudos, pois ingressou na Marinha Real Britânica em 1941, servindo por dois anos nos Comboios do Ártico. Em 30 de dezembro de 1942, quase faleceu enquanto servia a bordo do HMS Onslow (G17), o contratorpedeiro líder de um comboio designado para afastar uma forte frota alemã.

## Carreira jornalística
Após o fim da Segunda Guerra Mundial, Ross decidiu não retomar seus estudos em Oxônia e optou por seguir uma carreira no jornalismo. Em 1947, publicou sua primeira coleção de poesias, intitulada The Derelict Day. No mesmo ano, viajou com John Minton para a Córsega, onde produziram o livro de viagens Time Was Away. Na década de 1950, Ross assumiu o cargo de correspondente esportivo do The Observer e contribuiu regularmente para The London Magazine, editada por John Lehmann. Em 1961, foi promovido a editor da revista, posição que manteve até sua morte, em 14 de fevereiro de 2001.

## Vida pessoal
Ross casou-se em 1949 com Ann Jennifer Evelyn Elizabeth Ross.